# Coffea perrieri
Coffea perrieri är en måreväxtart som beskrevs av Emmanuel Drake del Castillo, Henri Lucien Jumelle och Joseph Marie Henry Alfred Perrier de la Bâthie. Coffea perrieri ingår i släktet Coffea och familjen måreväxter. Inga underarter finns listade i Catalogue of Life.